# Abrud (okręg Konstanca)
Abrud – wieś w Rumunii, w okręgu Konstanca, w gminie Adamclisi. W 2011 roku liczyła 88 mieszkańców.